# José Carbo Unzueta
 José Carbo Unzueta (Guayaquil,  1756-Guayaquil, 1827) fue un político guayaquileño que participó de las revueltas libertarias del 9 de octubre de 1820.

## Biografía
Militar guayaquileño casado en 1808 por segunda vez, con Josefa Noboa y Arteta también de Guayaquil, matrimonio del cual tuvieron varios hijos, entre ellos a Pedro Carbo Noboa. Estuvo entre los defensores de la ciudad cuando el almirante Guillermo Brown atacó en febrero de 1816. José Carbo estuvo a la cabeza de las milicias disciplinadas de Guayaquil. Resultando victoriosos los guayaquileños al tomar prisionero al jefe de la escuadra y luego dejándolo en libertad al haberse pactado un intercambio de prisioneros donde los corsarios tenían cautivo al gobernador Juán Manuel de Mendiburu y Medrano que venía en reemplazo de Juan Vasco y Pascual.
En 1820 se le propuso liderar la revolución que ocurriría en la noche y madrugada del 8 y 9 de octubre, cargo que no aceptó. Triunfante la revolución fue miembro del Colegio Electoral de la Provincia Libre de Guayaquil, celebrado el 21 de noviembre de 1820 siendo diputado por Daule. Tiempo después, en 1827 fallece en su ciudad natal.